# Арефинская волость
Арефинская волость — низшая административно-территориальная единица в Муромском уезде Владимирской губернии Российской империи и РСФСР, существовавшая до 1929 года. Волостной центр — село Арефино.
Ныне территория Вачского, Павловского районов Нижегородской области России.

## История
С 1862 года Арефинская волость в составе Муромского уезда
В 1868 году Багратионовская волость перешла в состав Арефинской и Варежской волостей .
По постановлению ВЦИК от 8 мая 1924 года в волость вошли Варежская и Загаринская волости того же уезда.
Волость ликвидирована в 1929 году, сельсоветы перешли в Ляховский район Муромского округа.

## Состав волости

### Населённые пункты
Всего на 1905 год 27 селений:
- Аксентьево
- Арефино — волостной центр
- Белавино
- Вакулово
- Верхополье
- Вечкино (не существует)[2]
- Выборково
- Горы
- Евсеево (Евсеева) (не существует)[3]
- Еловка
- Еремеево
- Заидомская Слобода
- Зяблицкий Погост
- Максаково
- Малое Чирьево
- Медоварцево
- Мокрец (не существует) [4]
- Озябликово
- Платцово (Плотцево)
- Польцо
- Сенюково
- Турбенево
- Чирятьево
- Шамшилово
- Шерстино
- Шишикино
- Янино

### Сельсоветы
В 1926 году в составе волости было 40 сельсоветов: Аксентьевский, Арефинский, Белавинский, Бобынинский, Больше-Загаринский, Больше-Иголкинский, Больше-Чирьевский, Варежский, Верхопольский, Выборковский, Горский, Ишутинский, Кошкинский, Красненский, Кряжевский, Кулаковский, Курмышский, Лоханский, Максаковский, Мало-Загаринский, Мало-Иголкинский, Медоварцевский, Мокрецкий, Новский, Озябликовский, Павликовский, Польцевский, Пурковский, Сенюковский, Соболевский, Соловьёвский, Троице-Польский, Тургеневский, Чулковский, Шамшеловский, Шишкинский, Щедринский, Юрьевский, Янинский.